# Friedrich von Gemmingen (1587–1634)
Friedrich von Gemmingen (* 15. Oktober 1587; † 1634 bei Germersheim) war Grundherr in Eschenau.

## Leben
Er war ein Sohn des Pleikard von Gemmingen (1536–1594) und der Anna Felicitas Landschad von Steinach. Nach dem frühen Tod des Vaters standen Friedrich und sein Bruder Reinhard (1591–1638) unter Vormundschaft von Wolf Konrad Greck von Kochendorf. Die Brüder heirateten später die Töchter ihres Vormunds. Friedrich studierte mit seinem Bruder Reinhard 1607 in Orleans. Er hatte Besitz in Eschenau und wurde 1634 in den Wirren des Dreißigjährigen Kriegs bei Germersheim von Räubern erschlagen. Seine Frau hatte aus dem Erlös des in Eschenau verkauften Weines vor der Schlacht bei Nördlingen goldene Ketten für ihre Kinder herstellen lassen. Als die Familie später vor den Kriegswirren flüchtete, wurden die Ketten in Speyer verkauft.

## Familie
Friedrich war verheiratet mit Anna Sibylla Greck von Kochendorf († 1671). Dieser fiel später auch das Erbe ihrer Schwester Anna Agnes zu, die mit Friedrichs Bruder Reinhard verheiratet war. Um das Erbe der Greck-Schwestern wurde länger verhandelt. Der stark zersplitterte Besitz in Lehrensteinsfeld wurde von der großen Erbengemeinschaft 1649 an Ludwig von Schmidberg verkauft. Anna Sibylla überlebte ihren Gatten um 37 Jahre und starb 1671 im Alter von 77 Jahren, zuletzt taub und fast ohne Erinnerung. Die Söhne von Friedrich und Anna hatten keine männlichen Nachkommen, so dass mit dem ledig gebliebenen Weirich 1678 die Nebenlinie der Linie II (Gemmingen-Guttenberg) der Freiherren von Gemmingen im Mannesstamm erlosch.
Nachkommen:
- Anna Benedicta († 1647) ⚭ Weiprecht von Gemmingen-Hornberg
- Sibylla Felicitas († 1654) ⚭ Achilles Christoph von Gemmingen
- Wolf Friedrich (1612–1666) ⚭ Anna Praxidis von Mentzingen
- Weirich (1622–1678), blieb ledig